# チョア・チュー・カン駅
チョア・チュー・カン駅（チョア・チュー・カンえき、英語:Choa Chu Kang MRT Station）は、シンガポールにある、MRT南北線とLRTブキ・パンジャン線の高架駅。

## 駅構造
島式2面4線のホームを持つ駅。
| A | ■南北線 | ジュロン・イースト方面 |
| B | ■南北線 | マリーナ・ベイ方面     |

## 歴史
- 1990年3月10日 MRT東西線の支線として開業。
- 1996年2月10日 北部の線が完成し、MRT南北線の駅として営業を開始。
- 1999年11月6日 シンガポールで初めてのLRTが開通し、乗り入れる。
- 2011年10月21日 ホームドアが運用開始